# Glauconycteris curryae
Glauconycteris curryae är en fladdermus i familjen läderlappar.

## Utseende och anatomi
Arten är liten jämförd med andra släktmedlemmar och den har brun till rödbrun päls på ovansidan. Huvud och axlar är lite ljusare men den saknar vitaktig fläck på axeln. Dessutom är undersidan ljusare än ovansidan. Svansen är nästan helt inbäddad i svansflyghuden. Öronen är med en längd av cirka 12 mm, korta och avrundade. Artens flygmembran är mörkbruna. De inre framtänderna i överkäken har två spetsar. Den andra spetsen är tydligt kortare.

## Utbredningsområde och biotop
Den förekommer i centrala Afrika i södra Kamerun, norra Kongo-Brazzaville (antagen förekomst) och nordvästra Kongo-Kinshasa. Arten lever i fuktiga skogar i låglandet.

## Hot och status
Regionen där arten hittades är svårtillgänglig och populationens storlek är inte känd. IUCN listar Glauconycteris curryae med kunskapsbrist (DD).

## Namn
Artepitet i det vetenskapliga namnet hedrar den kanadensiska mecenaten och boksamlaren Noreen Curry. Hon var bland annat delaktig i organisationen av två expeditioner till Afrika som undersökte fladdermöss.